# Mše (Bernstein)

Logo užívané pro Bernsteinovu Mši

Mše, celým názvem Mše, divadelní kus pro zpěváky, hráče a tanečníky (v anglickém originále Mass, resp. Mass: A Theatre Piece for Singers, Players and Dancers), je hudebně divadelní dílo amerického skladatele Leonarda Bernsteina. Text k ní napsal sám Bernstein spolu s libretistou Stephenem Schwartzem a s využitím pasáží z římskokatolické mše. Jde o monumentální kus téměř dvouhodinové délky a vyžadující účast bezmála tří set interpretů. Premiérově byla uvedena v září 1971 při otevření Kennedyho centra ve Washingtonu. V Česku měla svou scénickou premiéru v srpnu 1997.

## Vznik a souvislosti

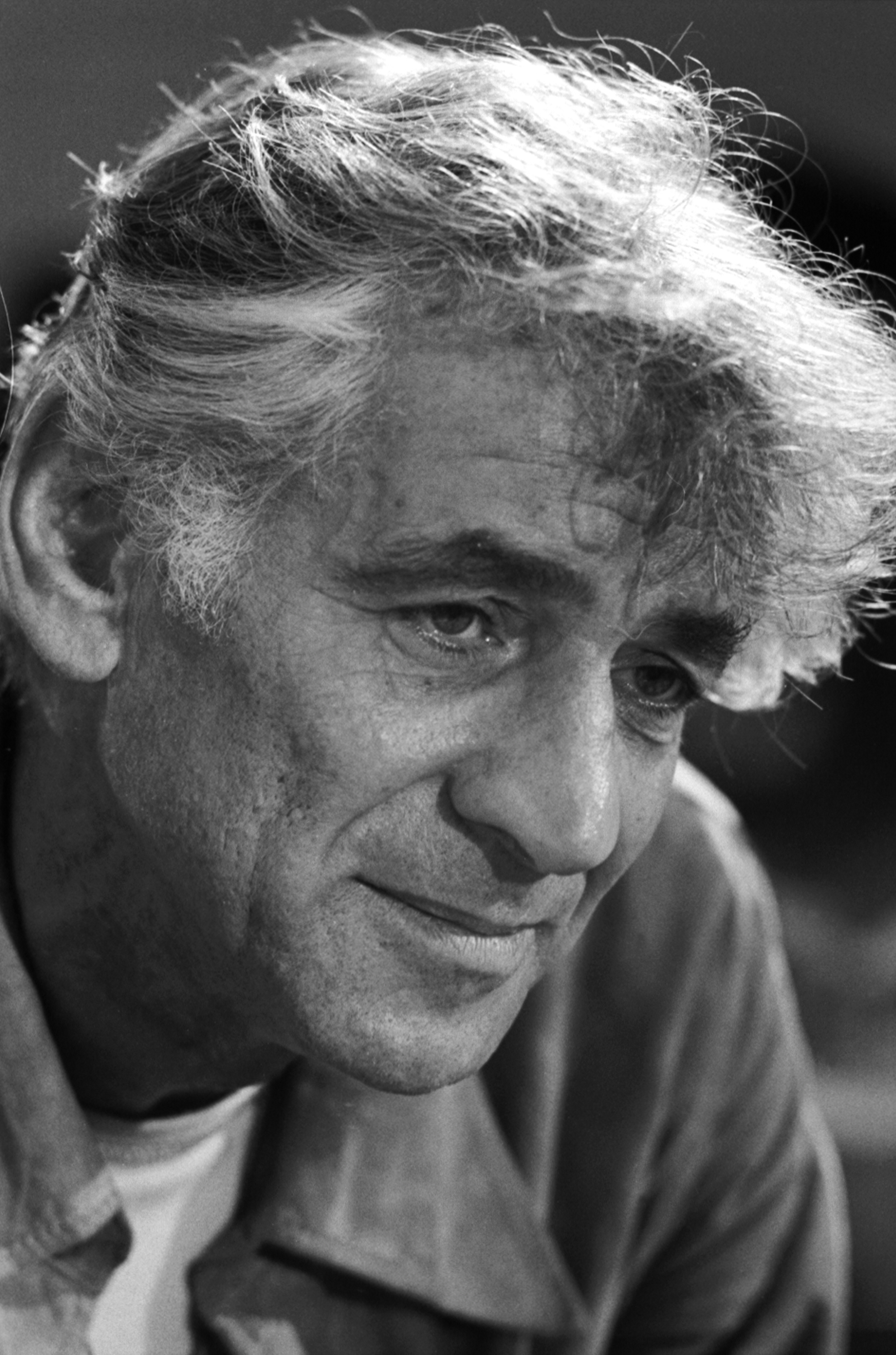
Leonard Bernstein v roce premiéry Mše (1971)

Již padesátiletý Bernstein Mši složil jako své vrcholné dílo, a to na výzvu Jacqueline Kennedyové, vdovy po zavražděném prezidentovi J. F. Kennedym. Premiérově byla uvedena 8. září 1971 u příležitosti otevření Kennedyho centra ve Washingtonu. Bernstein na projektu pracoval s přestávkami tři roky. Několik posledních částí autor dokončil pouhé dva dny před první zkouškou.
Bernstein byl v té době jednou z největších osobností americké hudební kultury, první ryze americký šéfdirigent Newyorské filharmonie a autor klasických muzikálů i díla symfonického. Duchovní problematice se věnoval už v předešlých dílech, například své starozákonní 3. symfonii Kadiš, jejíž uvádění bylo v Izraeli původně zakázáno, neboť mnohé věřící na první poslech pohoršoval způsob „hádání se s Hospodinem“. Tentokrát použil formu tradičního obřadu římské mše, kterou však pojal jako velkolepou muzikálově dramatickou show, v níž jednotlivé mešní pasáže doplnil vlastními texty, které sepsal ve spolupráci s mladým libretistou Stephenem Schwartzem. Mešní části libreta jsou psané v latině, vložené části v angličtině.
Bernsteinovu manažerovi Schuyleru Chapinovi i režisérovi inscenace Gordonu Davidsonovi se dílo jevilo příliš dlouhé, a tak autora přesvědčili k jejímu zkrácení, pouze však na předpremiéru, zatímco další představení včetně premiéry již byla hrána v plné délce.
Premiéru řídil dirigent Maurice Peress, do hlavní role Kněze byl obsazen barytonista Alan Titus. Uvedení díla vzbudilo silné emoce a rozporná hodnocení. Bernsteinova biografka Meryl Secrestová píše o Mši jako o „snad nejspornější Bernsteinově skladbě“. Např. Paul Hume z Washington Postu psal o „největší hudbě, jakou kdy Bernstein napsal“, zatímco John Simon měl dílo za „nepůvodní a pozérský žvást“ a kritizoval zejména „prostoduché, okázalé, banální“ libreto. Pobouření vyvolala především scéna Kněze tančícího na oltáři, považovaná některými až za svatokrádežnou.
I přes nejednoznačné recenze byla ještě v roce 1971 vydána nahrávka a objevil se zájem o vytvoření méně nákladné verze, jemuž Bernstein posléze vyhověl. Na léto 1972 se připravovalo představení v Cincinnati, přičemž místní arcibiskup vydal pastýřský list, v němž lidem zakazoval jít na představení. Na uvedení Mše v britské veřejnoprávní BBC Two reagovala s odporem tamní organizace katolických kněží. Na pozvání papeže Pavla VI. však Bernstein přijel v létě 1973 do Vatikánu řídit koncert zahrnující i jeho vlastní hebrejsky zpívané Chichesterské žalmy a rozruch kolem Mše s tím v podstatě utichl.

## Obsah
Ústřední postavou je mladý kytarista, který začíná zpívat Bohu prostou písničku („Sing God a simple song…“) a vydává se, plný víry a odhodlání, na kněžskou dráhu. Na ní však postupně podléhá rozporům současného světa a neúspěchům ve svém kněžském poslání. Street chorus muzikálových sólistů vnáší zdánlivé sebevědomí a cynismus spolu s nejistotou a úzkostí mladé generace, Kazatel hlásá konzumní morálku. Kněz pak pozbývá svou víru a ve vrcholném okamžiku obřadu propadne zoufalství („Things Get Broken“). Po druhém Zjevení (ve formě sóla pro příčnou flétnu) vstoupí chlapecký hlas jako ztělesnění čistoty a nevinnosti (s obměněnou „Sing God a secret song…“) a Kněz nakonec přece jen dospěje k poznání, že rozporuplnost moderního světa dokáže překonat prostá víra. Celé představení tak končí sjednocujícím sborovým a cappella hymnem k Bohu („Almighty Father“) a sdělením: „The Mass is ended; go in Peace.“ („Mše skončila; jděte v pokoji.“)

## Struktura díla
Skladba se dělí do 17 základních částí (český překlad dle uvedení na Moravském podzimu 2001):
1. Devotions Before Mass
  1. Antiphon: Kyrie eleison
  2. Hymn and Psalm: A Simple Song
  3. Responsory: Alleluia
2. First Introit (Rondo)
  1. Prefatory Prayers
  2. Trice-Triple Canon: Dominus vobiscum
3. Second Introit
  1. In nomine Patris
  2. Prayer for the Congregation: Almighty Father
  3. Epiphany (oboe solo)
4. Confession
  1. Confiteor
  2. Trope: I Don't Know
  3. Trope: Easy
5. Meditation no. 1 (orchestra alone)
6. Gloria
  1. Gloria tibi
  2. Gloria in excelsis
  3. Trope: Half of the People
  4. Trope: Thank You
7. Meditation no. 2 (orchestra alone)
8. Epistle
  1. The Word of the Lord
9. Gospel-Sermon
  1. God Said
10. Credo
  1. Credo in unum Deum
  2. Trope: Non Credo
  3. Trope: Hurry
  4. Trope: World Without End
  5. Trope: I Believe in God
11. Meditation no. 3
  1. (De Profundis, part 1)
12. Offertory
  1. (De Profundis, part 2)
13. The Lord's Prayer
  1. Our Father…
  2. Trope: I Go On
14. Sanctus
15. Agnus Dei
16. Fraction
  1. Things Get Broken
  2. Epiphany (flute solo)
17. Pax: Communion
  1. Secret Songs

1. Pobožnost před mší
  1. Antifona: Kyrie eleison
  2. Chvalozpěv a žalm: Písnička
  3. Responsorium: Aleluja
2. První introitus
  1. Úvodní modlitby
  2. Třikrát trojitý kánon
3. Druhý introitus
  1. In nomine patris
  2. Modlitba za kongregaci: Všemohoucí Otče
  3. Zjevení (sólový hoboj)
4. Vyznání
  1. Confiteor
  2. Tropus: Nevím
  3. Tropus
5. Meditace č. 1 (orchestr)
6. Gloria
  1. Gloria tibi
  2. Sláva na výsostech
  3. Tropus: Půlka lidí
  4. Tropus: Díky Tobě
7. Meditace č. 2 (orchestr)
8. Epištola
  1. Slovo Boží
9. Kázání podle evangelia
  1. I řekl Bůh
10. Credo
  1. Credo in unum Deum
  2. Tropus: Non credo
  3. Tropus: Pospěš
  4. Tropus: Svět bez konce
  5. Tropus: Věřím v Boha
11. Meditace č. 3
  1. (De profundis, první část)
12. Offertorium
  1. (De profundis, druhá část)
13. Modlitba Páně
  1. Otče náš
  2. Tropus: Jdu dál
14. Sanctus
15. Agnus Dei
16. Lámání chleba
  1. Věci se rozbíjejí
  2. Zjevení (flétna sólo)
17. Pozdrav pokoje: Přijímání
  1. Tajný zpěv

## Interpretační obsazení
- Kněz / Celebrant
- Kazatel / Preacher
- Pouliční sbor (a sólisté z jeho středu)
- chlapecký sbor (a sólista)
- sbor
- sólové hlasy ze záznamu
- rocková a bluesová kapela
- pochodová (dechová) hudba
- symfonický orchestr

## Provedení v Česku
V České republice byla Mše kompletně scénicky uvedena až po autorově smrti. V roce 1997 ji nastudoval brněnský tým se stálým hostujícím dirigentem Státní filharmonie Brno Casparem Richterem (ten již předtím s filharmonií řídil její koncertní uvedení v Rakousku). Obsazení o 278 účinkujících zahrnovalo kromě sólistů, brněnské filharmonie, Českého filharmonického sboru také chlapecký sbor Pueri gaudentes, Dechový orchestr brněnské konzervatoře, jazzband a rockovou kapelu Kryštofa Marka. Dne 28. srpna 1997 se uskutečnila veřejná generální zkouška a v následujících dvou dnech dvě hlavní představení na nádvoří Pražského hradu před katedrálou sv. Víta.
Druhé provedení následovalo téměř přesně 30 let po světové premiéře, a to 19. září 2001 v Brně jako zahajovací koncert 36. Mezinárodního hudebního festivalu Moravský podzim. V hale Rondo Mši uvedl režisér Stanislav Moša s dirigentem Milošem Machkem. Státní filharmonii Brno a Český filharmonický sbor Brno tentokrát doplnil Bratislavský chlapecký sbor, Posádková hudba Brno a opět rocková kapela s jazzovým triem Kryštofa Marka. Street chorus se rekrutoval z muzikálových herců Městského divadla Brno, Kněze ztvárnil Richard Morris a Kazatele Frank Odjidja. Záznam z představení uvedla Česká televize na programu ČT2 29. září téhož roku.
Zvláštností brněnské inscenace byla vlastní úprava textů, které zaznívají jako součásti Epištoly. Ta je v originále proložena čtyřmi přímluvami či čtenými úryvky z dopisů: nejprve dvou mladých mužů, poté staršího muže a mladé dívky. V českém znění se v nich vystřídaly dva mužské a dva ženské hlasy, přičemž první dva texty byly volnými překlady originálu do češtiny, zatímco druhé dva byly vyměněny za nové úryvky. Ty reagovaly na aktuální události, kdy pouhý týden před brněnským uvedením Mše došlo k newyorským útokům na Světové obchodní centrum:
Seznámili jsme se před dvěma lety.

Jmenuje se Carol Kelly,

v září jsme se chtěli vzít.

Obešel jsem na sedmdesát nemocnic,

hledám na internetu.

Lidé, prosím vás, kdokoliv by ji spatřil,

dejte mi zprávu.

New York, 19. září 2001
Drahé sestry a bratři, čím jsme se provinili,

že nás osud učinil nejbídnějšími mezi lidmi?

Celý život jsme v míru a pokoře žili i pracovali,

a během okamžiku je všechno zmařeno.

Nenávistný, krutý čin nám vzal nejenom zdraví a životy našich nejbližších,

ale i víru v lepší a klidnější svět.

Máme začít znovu? Kdo nám zaručí, že naše práce,

životy našich blízkých nebudou znovu ohroženy?

Proč musíme být svědky takového utrpení?
V roce 2012 Bernsteinovu Mši uvedl také Mezinárodní hudební festival Petera Dvorského v Jaroměřicích nad Rokytnou, ovšem jen jako multimediální projekt s projekcí jejího záznamu.
Další plnohodnotné scénické uvedení bylo ohlášeno na rok 45. výročí skladby, a to v režii bratrů Michala a Šimona Cabanových a nastudování slovenského dirigenta Oskara Rózsy. Hlavní role Kněze/Celebranta se ujal Vojta Dyk, který účinkoval jako dvanáctiletý už v inscenaci z poloviny 90. let v roli Chlapce. Dále byli obsazeni např. Tereza Černochová, Ondřej Ruml či David Uličník. Sborový zpěv připadl tělesům Czech Ensemble Baroque a Pueri gaudentes, instrumentální složku doplnili členové B-Side Bandu. Jde o samým Bernsteinem upravenou verzi díla, která je obsahem stejná, klade však nižší nároky na rozsah ansámblu, takže v její inscenaci účinkuje jen asi 100 osob. Premiéra byla naplánována na 6. března 2016 v Olomouci, poté mají během března následovat představení v Českých Budějovicích, Brně, Ostravě, Praze, v září pak v Hradci Králové.

## Nahrávky
- 1971: Alan Titus (Kněz), Larry Marshall (Kazatel), Sbor Normana Scribnera, Berkshireský chlapecký sbor, studiový orchestr, Leonard Bernstein (dirigent) - Columbia Masterworks (LP USA) / CBS (LP VB) / Sony Music (CD). Reedice: 1997, 2008.[6][13][14][15]
- 2004: Jerry Hadley (Kněz), Julian Frischling (Chlapec), Rundfunkchor Berlin, Staats- und Domchor Berlin, Deutsches Symphonieorchester Berlin, Kent Nagano (dirigent) - Harmonia Mundi[16]
- 2009: Randall Scarlata (Kněz), Tölzer Knabenchor, Chorus Sine Nomine, Tonkünstler-Orchester, Absolute Ensemble, Kristjan Järvi (dirigent) - Chandos Records[17]
- 2009: Jubilant Sykes (Kněz), Asher Edward Wulfman (Chlapec) Sbor Morganovy státní univerzity, Peabody dětský sbor, Pochodová hudba Morganovy státní univerzity, Baltimorský symfonický orchestr, Marin Alsop (dirigent), nahráno 21. a 22. října 2008 v Koncertní hale Josepha Meyerhoffa v Baltimoru - Naxos Records[18]